# Jaime Paz Zamora

Jaime Paz Zamora, 1989

Jaime Paz Zamora (* 15. April 1939 in Cochabamba) ist ein bolivianischer Politiker (MIR). Er war vom 6. August 1989 bis zum 6. August 1993 der 60. Präsident Boliviens.

## Leben
Paz Zamora ist Sohn von Admiral Nestor Paz Galarza (Cousin des dreimaligen bolivianischen Präsidenten Víctor Paz Estenssoro) und Edith Zamora. Sein 1969 in Kämpfen verstorbener Bruder Nestor Paz Zamora war Mitglied der Untergrundorganisation „Ejército de Liberación Nacional“. Nach dem Abitur am Jesuitenkolleg „Sagrado Corazón“ in Sucre trat er zunächst in den Orden der Redemptoristen in Córdoba in Argentinien ein und studierte Philosophie und Theologie. Vor der Priesterweihe verließ er jedoch den Orden und studierte Sozialwissenschaften und Politik an der Universität Leuven in Belgien. Er wurde ein glühender Unterstützer der linken bzw. progressiven Sache in den turbulenten sechziger Jahren. Nachdem er von Diktator Hugo Banzer verbannt worden war, war er 1971 einer der Gründer der Linken Revolutionären Bewegung (Movimiento de Izquierda Revolucionaria, MIR), ursprünglich ein Mitglied der Sozialistischen Internationale. Anschließend organisierte er den Widerstand gegen das Militärregime des deutschstämmigen Generals Hugo Banzer Suárez. Bald erwarb die MIR die Unterstützung eines großen Teils der marxistischen Intellektuellen des Landes, vor allem unter Universitätsstudenten. Nachdem Paz 1978 nach Bolivien zurückgekehrt war, ging die MIR eine Allianz mit dem ebenfalls linksgerichteten Movimiento Nacionalista Revolucionario de Izquierda des früheren Präsidenten Hernán Siles Zuazo ein. Das Resultat war die Bildung der Unidad Democrática y Popular (UDP). Es war ein für beide Seiten vorteilhaftes Bündnis, denn einerseits besaß Siles alles, woran es der MIR mangelte (Erfahrung und Legitimation bei der von der Revolution von 1952 stammenden Arbeiterklasse), während Paz Zamora Siles andererseits die Unterstützung der Studenten und jungen Intellektuellen sicherte.
Jaime Paz Zamora war – mit schweren Verbrennungen – einziger Überlebender eines Flugzeugabsturzes am 2. Juni 1980; hinter dem Attentat wird das damalige Militärregime von Luis García Meza vermutet.

## Politischer Werdegang
1980 gab der ultrarechte Flügel des bolivianischen Militärs im Zusammenhang mit den anstehenden Wahlen zu verstehen, dass es einen Einzug der populären „Extremisten“ Siles und Paz Zamora in den Palacio Quemado nicht akzeptieren würde. Im April stürzte dann das kleine, angemietete Flugzeug, in dem Paz Zamora und eine Delegation von UDP-Politikern reisten, im Altiplano nahe La Paz ab. Bis auf den Vize-Präsidentschaftskandidaten Jaime Paz Zamora gab es keine Überlebenden. In der Folge erholte sich Paz Zamora von seinen Verbrennungen und stieg wieder in den Wahlkampf ein, getragen von der steigenden Unterstützung als Folge des „Unfalls“. Der Sieger dieser dritten Wahl in drei Jahren war das Bündnis Siles Zuazo/Paz Zamora. Ein Putsch von General Luis García Meza am 17. Juli 1980 verhinderte jedoch die Bildung einer demokratisch gewählten Regierung.
Paz Zamora floh zunächst ins Exil, kehrte aber 1982 zurück, als das Experiment des Militärs seinen Zenit überschritten hatte und die bolivianische Wirtschaft am Rande des Kollapses war. Für die Streitkräfte, deren Ruf während der Diktatur von 1980 bis 1982 stark gelitten hatte, war ein Rückzug der einzige Weg aus der Misere. Im Oktober 1982 wurden die Ergebnisse der Wahlen von 1980 nachvollzogen, um die Kosten einer weiteren Wahl einzusparen, und Siles Zuazo wurde als Präsident und Jaime Paz Zamora sein Vizepräsident vereidigt. Die Situation der Wirtschaft allerdings war düster, bald entwickelte sich eine Hyperinflation im Land. Siles hatte große Probleme, die Situation zu kontrollieren. Er erhielt auch kaum Unterstützung von den politischen Parteien oder den Kongressmitgliedern. Die Gewerkschaften, geleitet Juan Lechín Oquendo, lähmten die Regierung mit andauernden Streiks. Währenddessen sank die Popularität Siles’ auf einen Rekordtiefstand, auch durch die Hyperinflation bedingt, die von 1982 bis 1985 andauerte. 1984 löste sich die MIR unter Paz Zamora von der Regierung.
Bei den Wahlen 1985 erreichte Paz Zamora einen respektablen dritten Platz. Während der Periode von 1985 bis 1989 brach die MIR unter Paz Zamora und Oscar Eid mit ihren marxistischen Auffassungen. Dies war die Zeit der Perestroika, und die Tage der totalitären Machthaber in Osteuropa schienen gezählt zu sein. Der Schwenk im Programm der MIR vom linken Flügel ins bürgerlich-liberale Umfeld verursachte einige wichtige Übertritte zum politischen Gegner, von denen der bekannteste Antonio Araníbar war. Dennoch gewann die Partei an Einigkeit und Zusammenhalt. Auch das Wählerpotenzial nahm durch diese Aktion stark zu.

## Die Präsidentschaft Paz Zamoras (1989–93)
Im Mai 1989 kandidierte Paz Zamora wieder für das Präsidentenamt. Er landete nicht weit hinter den Siegern Gonzalo Sánchez de Lozada und Hugo Banzer auf Rang drei. Wie gewöhnlich erreichte keiner der drei Kandidaten die nötige absolute Mehrheit, um gewählt zu werden, also begann der Kongress wieder einmal zu beraten. Paz Zamora hatte zwar geschworen, niemals mit Banzer zusammenzuarbeiten, der die MIR in den Siebzigerjahren verfolgt hatte. Doch Banzer hatte heftig mit der MNR des Wahlsiegers Sánchez de Lozada gebrochen; als die Gelegenheit zu einer Koalition mit Banzer auftrat, ergriff Paz Zamora sie. Diese Aktion kostete ihn und die MIR in den folgenden Jahren alles. Am 5. August 1989 wurde Paz Zamora durch den Kongress zum Präsidenten erklärt – dank der politischen Unterstützung durch Hugo Banzer. Diese Koalition zwischen MIR und ADN wurde als Einigung zu Gunsten Boliviens und des Fortschritts des demokratischen Prozesses dargestellt. Viele Bürger unterstützten das, andere revoltierten.
Die Regierungszeit von Jaime Paz Zamora war durch seine Allianz mit Banzer in seinen Handlungsmöglichkeiten beschränkt. Er lehnte die komplette Ausrottung der Kokapflanze, wie von George H. W. Bush vorgeschlagen, ab und verteidigte das medizinische und industrielle Potenzial der Kokapflanze. Zugleich versuchte er, durch den legalen Vertrieb der Kokapflanze die Drogenmafia einzuschränken. Die Einfuhr von 8 kg Cocablättern zur Verteilung auf dem Stand Boliviens der EXPO Sevilla im Jahre 1992 führte zu einem Eklat.
Seine wiederholten Wahlkampfparolen, die neoliberale Politik seines Vorgängers, Paz Estenssoro, rückgängig machen, setzte er mit der Schaffung der Grundlagen zur Privatisierung von Staatsunternehmen um; weiterführende Erneuerungen blieben aber im Ansatz stecken. In der Außenpolitik verhandelte Paz Zamora erfolgreich die Abtretung eines Hafens an der peruanischen Küste (Andres de Santa Cruz) für 50 Jahre. Die Vereinbarung hatte – nach dem Trauma wegen der Abtrennung der Küstengebiete nach dem Krieg mit Chile – große innenpolitische Bedeutung wegen des indirekten Zugangs zum Meer. Da von dort keine Landverbindung nach Bolivien besteht, ist der Nutzen des Hafens jedoch begrenzt.
Während der Präsidentschaft von Paz Zamora konnte sich Bolivien 1993 für die Fußball-Weltmeisterschaft 1994 qualifizieren.

## Karriereende
Die MIR und Paz Zamora gingen aus der Legislaturperiode von 1989 bis 1993 deutlich geschwächt hervor. Das Wahlergebnis 1993 erlaubte nicht, Hugo Banzer – nach den Absprachen zur Präsidentschaft Paz Zamoras im Jahre 1989 – zur Präsidentschaft zu verhelfen. Hierzu trug auch bei, dass der MIR Vizepräsident, Oscar Eid, wegen Drogenhandels zu einer Haftstrafe verurteilt worden war. Stattdessen wurde Gonzalo Sánchez de Lozada vom MNR vereidigt. Paz Zamora kandidierte 1997 und 2001 erneut, blieb aber erfolglos. Währenddessen wurde auch die MIR-Fraktion im Kongress auf einen Bruchteil der ursprünglichen Stärke reduziert. Paz Zamora kandidierte zuletzt 2005 bei einer Art Gouverneurswahl ohne Erfolg und unterlag dem MNR-Kandidaten Cossío, einem früheren Kongresspräsidenten.
Damit endete eine Karriere, die von großen Erwartungen, aber auch Korruptionsskandalen gezeichnet war. Wahrscheinlich besiegelte Paz Zamora sein eigenes Schicksal, als er 1989 die Allianz mit dem demokratisch gewandelten ehemaligen General Hugo Banzer einging, den er lange als Diktator bekämpft hatte.

## Persönliches
Jaime Paz Zamora ist von seiner Ex-Frau Carmen Pereira Carballo geschieden.
Er war Professor für Soziologie und Politikwissenschaften.
Sein Sohn Rodrigo Paz Pereira war von März 2015 bis November 2020 Bürgermeister der Stadt Tarija und seither für die Partei Comunidad Ciudadana als ein Vertreter Tarijas in den Senat eingezogen.